# Regres ubezpieczeniowy
Regres ubezpieczeniowy – roszczenie zwrotne przysługujące zakładowi ubezpieczeń (ubezpieczycielowi) na podstawie subrogacji wobec sprawcy szkody. Zakład ubezpieczeń, w określonych przez prawo przypadkach, po dokonaniu wypłaty części lub całości odszkodowania na rzecz poszkodowanego (ubezpieczającego), może dochodzić zwrotu części lub całości środków wydatkowanych na odszkodowanie, np. od osoby odpowiedzialnej za wyrządzenie szkody. Jeżeli zakład pokrył tylko część szkody, ubezpieczającemu przysługuje co do pozostałej części pierwszeństwo zaspokojenia przed roszczeniem ubezpieczyciela.
Regres ubezpieczeniowy dzieli się na:
- regres typowy (właściwy) – sprawcą, który wyrządził szkodę i od którego ubezpieczyciel dochodzi roszczenia o zwrot odszkodowania, jest osoba trzecia. Przykład: zwrot dochodzony od osoby, która zalała inne mieszkanie,
- regres nietypowy (niewłaściwy) – sprawcą, który wyrządził szkodę i od którego ubezpieczyciel dochodzi roszczenia o zwrot odszkodowania, jest sam ubezpieczający. Przykład: zwrot wypłaconego z tytułu ubezpieczenia OC dochodzony od kierowcy, który wyrządził szkodę kierując pojazdem mechanicznym w stanie po spożyciu alkoholu.